# Pubblico registro cinematografico
Il Pubblico registro cinematografico, comunemente abbreviato in P.R.C., in Italia è stato un registro pubblico istituito con il Regio Decreto Legge n. 1.061 del 16 giugno 1938, convertito nella Legge n. 458 del 18 gennaio 1939, affidato in gestione alla S.I.A.E. a norma dell'art. 103 della Legge n. 633 del 22 aprile 1941. Il registro entrò in funzione il 1º agosto 1938, ed è rimasto in funzione fino al 22 dicembre 2016, quando viene annunciata l'istituzione del Registro pubblico delle opere cinematografiche e audiovisive.
Nel registro sono stati iscritti i film di produzione nazionale ai sensi del D.lgs. 28/2004 e sono stati trascritti gli atti di vendita del film, gli atti cessione o costituzione in garanzia di diritti e proventi, nonché gli atti di estinzione di cessioni e costituzioni precedentemente annotate. Si presume produttore dell'opera cinematografica chi è indicato come tale negli atti di registrazione depositati presso il pubblico registro. Tale presunzione prevale rispetto a ciò che è indicato sulla pellicola cinematografica.
A seguito dell'entrata in vigore della Legge n. 220 del 14 novembre 2016, recante la Disciplina del Cinema e dell'Audiovisivo, pubblicata sulla Gazzetta Ufficiale n. 277 del 26 novembre 2016, la tenuta del registro presso la S.I.A.E. è ufficialmente cessata. Si è reso operativo presso il Ministero per i beni e le attività culturali il nuovo Registro Pubblico delle opere cinematografiche e audiovisive, previsto dall'art. 32 della stessa legge, la quale abroga il secondo comma dell'art. 103 della Legge n. 633 del 1941.
Il Decreto Legislativo del 21 settembre 2020, pubblicato sulla Gazzetta Ufficiale il giorno seguente, ha stabilito che il nuovo registro dovrà entrare in funzione entro il 20 giugno 2021 e la tenuta sarà a cura dell'Istituto Luce Cinecittà; la società, per gestire il nuovo registro, realizzerà un portale telematico con la documentazione relativa, inclusi gli atti del precedente Pubblico Registro Cinematografico.
Il primo film a lungometraggio iscritto al registro, nel 1938, fu Lotte nell'ombra diretto da Domenico Gambino; l'ultimo, nel 2016, il n. 12.084, fu A Ciambra diretto da Jonas Carpignano. Fino al 10 ottobre 2019 il registro è stato gestito in via provvisoria dalla S.I.A.E. e il numero dei lungometraggi iscritti è salito a 12.256 (con il film Il crimine non va in pensione di Fabio Fulco). I cortometraggi iscritti al registro sono stati complessivamente 21.182.